# Autoslalom
L’autoslalom o semplicemente slalom è una disciplina sportiva dell'automobilismo che si svolge su un percorso speciale ricavato su strade pubbliche, avente lunghezza limitata e intervallato da postazioni di rallentamento. Si configura come una competizione mista tra gara di velocità e prova di abilità.

## Descrizione

### Percorso
I percorsi su cui si svolgono gli slalom, oltre ad avere un rivestimento di superficie duro e compatto, ovvero in asfalto o cemento, hanno anche una lunghezza di tracciato compresa tra 1500 m (2500 m per le gare titolate) e 4000 m. Inoltre la larghezza della carreggiata non è mai inferiore ai 5 m. Lungo il percorso sono collocate delle postazioni di rallentamento costituite da non meno di 4 file di birilli, disposte in direzione trasversale rispetto al senso di marcia, che vanno superate effettuando una gincana.  Tali postazioni servono a limitare la velocità media di percorrenza dell'intera corsa. A seconda della pendenza media del percorso di gara, gli slalom si dividono in due categorie: in salita e in pianura. Nel primo caso la pendenza media minima non deve essere inferiore al 4%.

### Fasi dello slalom
Il giorno precedente la corsa, tutti i piloti e le rispettive vetture iscritti allo slalom devono effettuare le Verifiche Sportive e Tecniche, superate le quali si viene ammessi alla gara. Il giorno della gara i concorrenti devono incolonnarsi con le proprie autovetture secondo l'ordine di partenza, prendendo il via a turno con un intervallo di 30 secondi l'uno dall'altro. Di solito vengono effettuate due o tre manches, oltre la ricognizione ufficiale del percorso (non obbligatoria). La partenza è segnata da un semaforo con luci rossa, gialla, e verde, che fa scattare anche il dispositivo elettronico per il cronometraggio dei tempi di percorrenza. Ad ogni secondo impiegato per percorrere il tracciato di gara viene assegnato un punto di penalità a cui devono essere sommati dei punti penalità nel caso di partenza anticipata (10 punti) e di spostamento o abbattimento dei birilli (10 punti a birillo). La classifica finale viene stilata tenendo conto del miglior punteggio realizzato nell'arco delle due (tre) manches considerate singolarmente, in ordine crescente di valore numerico, ovvero dal più basso al più alto. Tra una manche e l'altra le vetture possono essere riparate e modificate nell'assetto nel parco piloti.

### Vetture
Le vetture che partecipano alla classifica assoluta sono suddivise in gruppi:
- Gruppo promozionale Caccia al Pilota (CAP)
- Gruppo Energie Alternative
- Gruppo Racing start
- Gruppo N
- Gruppo A
- Gruppo Bicilindriche
- Gruppo Speciale Slalom (SS)
- Gruppo Trofei Italia (GTI)
- Gruppo Legends Cars
- Gruppo Prototipi Slalom (PS)
- Gruppo Top Tuning
- Gruppo Sport Prototipi Slalom (SPS)
- Gruppo Monoposto Autocross
- Gruppo E2 M

Non partecipano alla classifica assoluta:
- Gruppo Autostoriche
- Gruppo Attività di base Abilità (AdB)

## Campionato Italiano Slalom
In Italia, la massima competizione di categoria è il Campionato Italiano Slalom, cui partecipano, di solito, i migliori piloti italiani.